# Општина Марпод (Сибињ)
Марпод (рум. Marpod) општина је у Румунији у округу Сибињ.
Oпштина се налази на надморској висини од 444 m.